# Saint-Quentin-la-Motte-Croix-au-Bail
Saint-Quentin-la-Motte-Croix-au-Bail – miejscowość i gmina we Francji, w regionie Hauts-de-France, w departamencie Somma.
Według danych na rok 2011 gminę zamieszkiwało 1328 osób, a gęstość zaludnienia wynosiła 192 osoby/km² (wśród 2293 gmin Pikardii Saint-Quentin-la-Motte-Croix-au-Bail plasuje się na 218. miejscu pod względem liczby ludności, natomiast pod względem powierzchni na miejscu 699.).